# 4941 Яхаґі
4941 Яхаґі (4941 Yahagi, 1986 UA, 1969 TR5, 1975 VW1) — астероїд головного поясу.
Тіссеранів параметр щодо Юпітера — 3,173.